# ایسرا ویژن
ایسرا ویژن (انگلیسی: Isra Vision) شرکت مهندسی آلمانی است، که در سال ۱۹۸۵ تأسیس شد.